# Fonte Longa (Rio Maior)
Fonte Longa é um lugar da freguesia de Alcobertas, concelho de Rio Maior.